# Anders Torstensson (fotbollstränare)
Anders Torstensson, född 19 februari 1966, är en svensk fotbollstränare, officer och rektor. Han är sedan 2023 huvudtränare i Mjällby AIF.

## Biografi
Efter värnplikten blev Torstensson officer och tjänstgjorde i det militära mellan 1986 och 1996. 1996 började han som rektor på Furulundsskolan i Sölvesborg. Torstensson har därefter även arbetat som rektor på Aspero Idrottsgymnasium i Karlskrona.
Torstensson var med i Mjällby AIF:s spelartrupp 1985 och spelade därefter för Sölvesborgs GoIF i division 4 och 5.

## Tränarkarriär
Efter att ha slutat spelat fotboll blev Torstensson assisterande tränare i Sölvesborgs GoIF i två år. 2006 var Torstensson tränare för Saxemara IF i division 3 och dessförinnan var han tränare i Hörvikens IF. Inför säsongen 2007 blev Torstensson klar som assisterande tränare till Thomas Andersson Borstam i Superettan-klubben Mjällby AIF. Från 2009 var han assisterande tränare till Peter Swärdh och de ledde direkt klubben till seger i Superettan 2009 och uppflyttning till Allsvenskan 2010. Inför säsongen 2013 tog Torstensson över som huvudtränare i klubben. Den 16 oktober 2013 lämnade han klubben och ersattes av assisterande tränaren Lars Jacobsson.
I juni 2015 blev Torstensson klar som huvudtränare för Asarums IF i division 1 för damer. I september 2015 meddelades det att han skulle ta över som huvudtränare i division 2-klubben FK Karlskrona kommande säsong. Under sin första säsong i Karlskrona ledde Torstensson klubben till uppflyttning till Division 1 2017. Den 10 september 2018 meddelades det att han fick lämna sitt uppdrag.
Den 3 augusti 2021 blev Torstensson klar som tillfällig huvudtränare i Mjällby AIF efter att Christian Järdler fått lämna klubben. Den 21 augusti meddelade Mjällby sedan att han skulle leda klubben resten av säsongen. Torstensson ledde Mjällby till fortsatt allsvenskt spel kommande säsong men lämnade klubben efter säsongen 2021.
Inför säsongen 2023 blev Torstensson klar för sin tredje sejour som huvudtränare i Mjällby AIF.